# فيلانتومبا (جنس)
الفيلانتومبا (الاسم العلمي: Philantomba) جنس من الدياكر فصيلة البقريات، يضم 3 أنواع تقطن في أفريقيا.